# Baryscapus servadeii
Baryscapus servadeii és una espècie d'himenòpter apòcrit de la família dels eulòfids (Eulophidae), present a Europa i el nord d'Àfrica. És rellevant per ésser el principal parasitoide d'ous de la processionària del pi, juntament amb Ooencyrtus pityocampae.

## Descripció
És un insecte bivoltí, d'entre 1,7 i 2,1 mm de llargada, de color fosc i metàl·lic. Parasitoide d'ous (com la majoria d'eulòfids), és especialitzat en les espècies del gènere Thaumetopoea: Thaumetopoea pityocampa (la processionària del pi), Thaumetopoea bonjeani i Thaumetopoea wilkinsoni. En ésser un insecte més aviat solitari, es reprodueix per telitoquia (un tipus de partenogènesi), fet que fa que hi hagi un nombre de mascles molt baix (rarament acostumen a ser detectats en les investigacions).

## Cicle vital
En un estudi realitzat a Jaca i Terol (Aragó), es va observar que l'emergència dels parasiotides a la península Ibèrica es donava entre l'abril i l'agost, amb el pic d'emergència al voltant del mes de juny, demostrant un caràcter especialista, al coordinar-se amb el període d'oviposició de la processionària del pi. La primera generació anual neix al juliol, i parasitarà els ous acabats de posar de la processionària del pi (cap al juliol-agost). D'aquí en sortirà la segona generació anual, que farà la posta en els ous de processionària que no hagin produït erugues. Aquests ous de B. servadeii romandran en diapausa fins que es descloguin el mes de juliol.

## Ecologia
Aquest insecte mostra una preferència pels ous de processionària del pi dipositats en pinassa (Pinus nigra) respecte a altres pins, com el pi roig (Pinus sylvestris), probablement degut a diferències químiques o morfològiques.
Baryscapus servadeii, pot ser parasitat, al seu torn, per l'hiperparasitoide Baryscapus transversalis, que ha sigut citat a Grècia, Bulgària, Albània i de forma menys habitual a la península Ibèrica.